# فیلتر اپتیکی

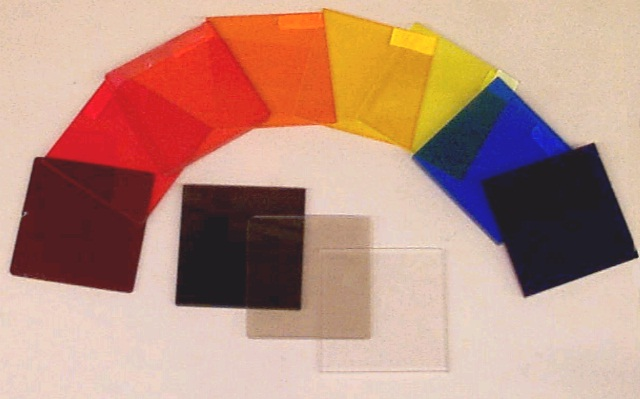
رنگ و فیلترهای تراکم خنثی

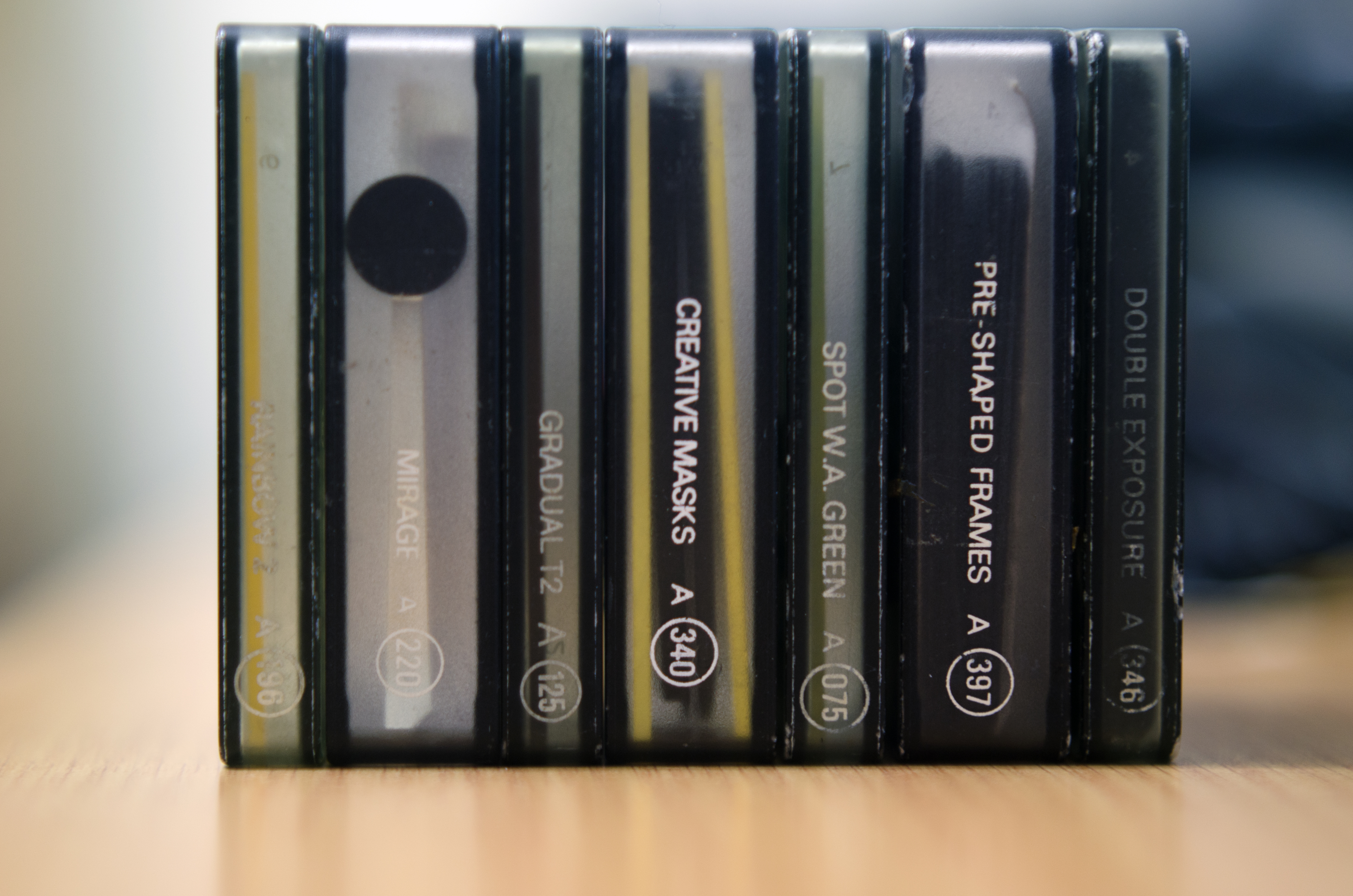
انباشته موارد Cokin فیلتر.

فیلترهای اپتیکی دستگاه‌هایی هستند که به صورت انتخابی طول موج‌های مختلف نور را انتقال می‌دهند، معمولاً به عنوان وسایل صفحه شیشه‌ای یا پلاستیکی در مسیر نوری به صورت رنگی یا پوشش تداخلی به کار می‌روند. خواص نوری فیلترها به‌طور کامل توسط پاسخ فرکانسی شرح داده شده‌است که مشخص می‌کند چگونه دامنه و فاز هر مؤلفه فرکانس سیگنال ورودی توسط فیلتر تغییر یافته‌است.
فیلتر عمدتاً متعلق به یکی از دو دسته است. ساده‌ترین آن‌ها به صورت فیزیکی فیلترهای جاذب هستند؛ پس از آن فیلترهای تداخلی یا دایکرویک هستند.
فیلترهای نوری به صورت انتخابی انتقال نور در یک محدوده خاص از طول موج را دارند که رنگ است در حالی که باقی مانده آن‌ها را مسدود می‌کند. آن‌ها معمولاً می‌توانند طول موج‌های بلند (longpass)، طول موج کوتاه (shortpass) یا یک گروه از طول موج را عبور دهند و طول موج طولانی‌تر و طول موج‌های کوتاه‌تر (میان گذر) را مسدود کنند. passband ممکن است باریک‌تر یا پهن ترباشد؛ انتقال یا قطع بین حداکثر و حداقل انتقال می‌تواند تیز یا تدریجی باشد. فیلترهای پیچیده‌تر انتقال نور نیز وجود دارند برای مثال با دو قله به جای یک تک باند؛ این مطلب معمولاً در طراحی به‌طور سنتی مورد استفاده برای عکاسی قرار می‌گرفت؛ فیلتر با مشخصه منظم تر برای کار علمی یا تکنیکال به کار می‌روند.
فیلترهای نوری معمولاً در عکاسی (که در آن برخی از جلوه‌های ویژه فیلتر گاهی اوقات استفاده می‌شود و همچنین فیلتر جاذب)، در بسیاری از ابزارهای اپتیکی و به رنگ مرحله روشنایی مورد استفاده قرار می‌گیرند. در نجوم فیلترهای نوری برای محدود کردن نور به طیفی از گروه‌های مورد نظر به عنوان مثال به مطالعه اشعه مادون قرمز بدون نور مرئی است که می‌تواند فیلم یا سنسور و پایمال مورد نظر مادون قرمز باشد استفاده می‌شود. فیلترهای نوری نیز در کاربردهای فلورسانس مانند فلورسانس میکروسکوپ و طیف‌سنجی فلورسانس ضروری است.
فیلترهای عکاسی یک مورد خاص از فیلترهای نوری هستند و بسیاری از مواد در اینجا صدق می‌کند. فیلترهای عکاسی نیاز به دقت کنترل خواص نوری و منحنی دقیق عبور را نسبت به فیلتر طراحی شده برای کار علمی را ندارند و فروش در مقادیر بزرگتر در نسبت قیمت‌های پایین‌تر از بسیاری از فیلترهای آزمایشگاهی را دارند. برخی از اثر فیلتر عکاسی مانند اثر ستاره‌ای فیلتر مربوط به کار علمی نیست.

## فیلترهای جاذب
فیلترهای جاذب معمولاً از شیشه ساخته می‌شوند که ترکیبات مختلف معدنی یا ترکیبات آلی اضافه شده‌اند. این ترکیبات برخی از طول موج نور را جذب در حالی که مابقی را عبور می‌دهند. این ترکیبات همچنین می‌تواند به پلاستیک (اغلب پلی کربنات یا آکریلیک) اضافه شده تا فیلترهای ژله‌ای را تولید کنند که سبک‌تر و ارزان‌تر از فیلترهای مبنی بر شیشه هستند.

## فیلتر دایکرویک
ترجمه آن در ویکی‌پدیا با عنوان فیلتر دایکرویک وجود دارد.

## تک رنگ
فیلترهای تک رنگ تنها اجازه می‌دهد تا یک محدوده باریک از طول موج (در اصل یک تک رنگ) عبور داده شود.

## مادون قرمز
اصطلاح «فیلتر مادون قرمز» می‌تواند مبهم باشد، زیرا ممکن است به فیلترهایی گفته شود که مادون قرمز (مسدود کردن دیگر طول موج) را عبور می‌دهند یا آن را بلاک می‌کنند.
فیلترهای مادون قرمز نور مرئی را بلاک می‌کنند اما مادون قرمز را عبور می‌دهند؛ آنهابرای مثال در عکاسی مادون قرمز استفاده می‌شود.
فیلتر Infrared cut-off برای جلوگیری یا منعکس‌کننده اشعه مادون قرمز با طول موج طراحی شد اما نور مرئی را عبور می‌دهد. فیلترهای وسط مادون قرمز اغلببه عنوان فیلتر جاذب حرارت در دستگاه‌های با روشن نور لامپ‌های رشته‌ای (مانند اسلاید و پروژکتور سقفی) برای جلوگیری از ناخواسته حرارت ناشی از تابش مادون قرمز استفاده می‌شوند. همچنین فیلتر وجود دارند که در حالت جامد دوربین‌های ویدئویی برای جلوگیری IR با توجه به حساسیت بالا از بسیاری از دوربین سنسور ناخواسته نزدیک به نور مادون قرمز استفاده می‌شود.

## اشعه ماوراء بنفش
فیلتر اشعه ماوراء بنفش (UV) اشعه ماوراء بنفش را بلاک می‌کند اما نور مرئی را عبور می‌دهد. چرا که فیلم عکاسی دیجیتال و سنسورهای حساس به اشعه ماورای بنفش (که فراوان در پنجره سقفی) حساس هستند اما در چشم انسان اینگونه نیست، اگر فیلتر نشود عکس گرفته شده از دیدگاه انسان متفاوت به نظر می‌رسد برای مثال، ساخت تصاویر کوه‌های دوردست غیرطبیعی مبهم و مه آلود به نظر می‌رسد. فیلتر اشعه ماوراء بنفش باعث می‌شود تصاویر نزدیکتر به نظر برسند.
با فیلتر مادون قرمز به صورت بالقوه ابهام بین اشعه ماوراء بنفش-مسدود کردن و اشعه ماوراء بنفش-عبور وجود دارد؛ دومی بسیار کمتر شایع است و بیشتر معمولاً به عنوان فیلتر عبوردهنده اشعه ماوراء بنفش و فیلترهای UV میان گذر شناخته شده هستند.

## فیلتر کاهنده نور
فیلترهای ND یا کاهندهٔ نور، فیلترهایی هستند که شدت نور را کم می‌کنند. این‌گونه فیلترها زمانی کاربرد دارند که لازم باشد سرعت شاتر را بیشتر از آنچه دیافراگم اجازه می‌دهد کاهش داد یا دیافراگم را بیش‌تر از آنچه سرعت شاتر اجازه می‌دهد، باز کرد. فیلترهای کاهندهٔ نور، خاکستری رنگ هستند و غیراز کاهش نور ورودی، هیچ تأثیری بر تون رنگ‌ها ندارند. آن‌ها برای ساخت عکاسی با نوردهی طولانی‌تر بسیار مفید هستند. یک مثال عملی ساخت یک آبشار نگاه تار و آن زمانی است که عکس در نور روشن است. متناوباً، عکاس ممکن است بخواهد از یک دیافراگم بزرگتر (به‌طوری‌که برای محدود کردن عمق میدان)استفاده کند؛ اضافه کردن یک فیلتر ND این امکان را فراهم می‌کند. فیلترهای ND می‌تواند انعکاسی (که در این صورت آن‌ها نگاه مانند بخشی از آینه انعکاسی) یا جاذب (ظاهر خاکستری یا سیاه و سفید) باشند.

## بالاگذر
یک فیلتر بالا گذر یک تداخل نوری یا شیشه‌ای رنگی است که طول موج‌های کوتاه‌تر را کاهش و طول موج بلندتر بیش فعال، محدوده هدف طیف ( مادون قرمز) را عبور می‌دهد. فیلتر بالاگذر که می‌تواند شیب تیز (به عنوان لبه فیلتر) داشته باشد توسط حذف طول موج در ۵۰ درصد از اوج انتقال داشته باشد توصیف می‌شود. در فلورسانس میکروسکوپ فیلتر بالاگذر غالباً در آینه دایکرویک و مانع (انتشار) مورد استفاده قرار می‌گیرند. استفاده از اصطلاح "پایین گذر' برای توصیف فیلتر بالاگذر غیرمعمول شده است؛ فیلترها معمولاً از نظر طول موج به جای فرکانس و یک "فیلتر پایین گذر"بدون صلاحیت می‌تواند به درک به عنوان یک فیلتر الکترونیک استفاده شود.

## میان گذر
فیلتر میان گذر تنها انتقال برخی طول موج باند و جلوگیری از دیگران است. عرض این فیلتر این است که بیان شده در محدوده طول موج آن اجازه می‌دهد تا از طریق و می‌تواند هر چیزی از مقدار کمتر از یک Ångström به چند صد نانومتر است. این فیلتر می‌تواند با ترکیب یک LP - و یک SP ساخته شود.
Lyot فیلتر و فابری-Pérot تداخل نمونه‌هایی از فیلتر میان گذر هستند. هر دو از این فیلترها همچنین موزون ساخته شده طوری‌که طول موج مرکزی را می‌توان توسط کاربر انتخاب کرد. فیلتر میان گذر اغلب در نجوم زمانی که یکی می‌خواهد به رعایت یک فرایند خاص خاص مربوط به خطوط طیفی مورد استفاده قرار گیرد. تلسکوپ باز هلندی و تلسگوپ خورشیدی سوئدی نمونه‌هایی هستند که در آن فیلتر Lyot و فابری-Pérot استفاده می‌شود.

## Shortpass پایین گذر
یک فیلتر shortpass (SP) فیلتر نوری تداخل یا شیشه‌ای رنگی که ک طول موج بلندتر را حذف و طول موج‌های کوتاه‌تر بیش فعال، محدوده هدف طیف (معمولاً از اشعه ماورای بنفش و مرئی) را عبور می‌دهند. در فلورسانس میکروسکوپ فیلتر shortpass اغلب در آینه‌های دیکرومات و فیلترهای تحریکی به کار می‌رود.

## فیلترهای رزونانس هدایت شده
یک کلاس نسبتاً جدیدی از فیلتر در سال ۱۹۹۰ معرفی شد. این فیلترها به‌طور معمول فیلتر در انعکاس هستند که در آن‌ها شکاف فیلتر در انتقالنقش دارد. آن‌ها شامل ابتدایی‌ترین شکل از یک بستر موجبر و subwavelength گریتینگ یا 2D سوراخ آرایه هستند. فیلتر به‌طور معمول شفاف اما زمانی که یک چکه کن حالت هدایت موجبر هیجان زده است که آن‌ها را تبدیل به بسیار بازتابنده (سابقه بیش از ۹۹٪ تجربی) به صورت خاص قطبشو زاویه‌ای جهت و طول موج محدوده را دارد. پارامترهای فیلتر توسط انتخاب مناسب از گریتینگ پارامترها طراحی شده‌است. استفاده از این فیلترهای چند لایه‌های مورد نیاز برای فوق‌العاده باریک با پهنای باند فیلتر (در مقایسه با dichroic فیلتر) و پتانسیل افتراق بین طیفی پهنای باند و زاویه‌ای تحمل زمانی که بیش از ۱ حالت هیجان زده است.

## فیلتر توری فلزی
فیلتر زیر میلی‌متر و نزدیک به طول موج مادون قرمز در نجوم فلزی مش شبکه هستند که در حال انباشتنهستند تا فیلترهای LP BP و SP را برای این طول موج‌ها تشکیل دهند.

## قطبنده
قُطبَنده یک فیلتر نوری است که تنها نور با قطبش مشخص را عبور می‌دهد و امواج با دیگر قطبش‌ها را بلوکه می‌کند. قطبنده قابلیت تبدیل موجی با قطبش ترکیبی را به نوری با قطبش مشخص دارد. قطبنده‌های معمول قطبنده‌های خطی و دایروی هستند.
قطبنده‌ها در بسیاری از ابزارهای نوری استفاده می‌شوند، و همچنین فیلترهای قطبنده در عکاسی و فناوری صفحه نمایش کریستال مایع استفاده‌های کاربردی پیدا کرده‌اند. قطبنده‌ها همچنین می‌توانند برای انواع مختلف امواج الکترومغناطیسی، علاوه بر نور، مانند امواج رادیویی، مایکروویو، و اشعه ایکس ساخته شوند. قطبنده‌های خطی را می‌توان به دو دسته تقسیم‌بندی کرد: قطبنده‌های جاذب، که در آن حالتهایی با قطبش ناخواسته توسط دستگاه جذب می‌شوند و نوع دوم قطبنده‌های مقسم پرتو، که در آن پرتو غیر قطبیده را به دو پرتو با حالتهای قطبش مخالف تقسیم می‌کند.
فیلترهای قطبنده نیز برای مشاهده انواع خاصی از stereograms استفاده می‌شوند به‌طوری‌که هر چشم تصویر مجزا از یک منبع واحد را می‌بیند.

## جوشکاری قوس الکتریکی
یک قوس منبع از نور مرئی است که ممکن است برای چشم انسان مضر باشد؛ بنابراین فیلترهای نوری در کلاه جوشکاری باید معیارZ87:1 (یک عینک ایمنی مشخصات) داشته باشد تا از دید انسان محافظت کند.
برخی از نمونه‌های فیلتر که ارائه دهنده این نوع از فیلترینگ خواهد بود عناصر زمین جاسازی شده یا پوشش داده شده بر روی شیشه است اما عملاً ممکن است فیلتر کامل انجام نشود. فیلتر کامل امواج خاش را حذف می‌کند و مقدار زیادی از نور را عبور می‌دهد به‌طوری‌که یک کارگر می‌تواند به دیدن آنچه که او/او در حال کار بر روی آن است به خوبی ببیند.